# 1. česká futsalová liga 2004/2005
V soubojích 13. ročníku 1. české futsalové ligy 2004/05 se utkalo v základní části 12 týmů dvoukolovým systémem podzim – jaro. Do vyřazovací částí postoupilo prvních osm týmů v tabulce. Nováčky soutěže se staly týmy RSC Čechie Slaný (druhé místo ve 2. lize – sk. Západ) a FC Torf Pardubice (vítěz 2. ligy – sk. Východ). Vítězem základní části soutěže se stal tým 1. FC Nejzbach Vysoké Mýto. Sestupujícími se staly týmy SK Alfa Liberec a RSC Čechie Slaný. Vítězem soutěže se stal tým FK ERA-PACK Chrudim, který ve finále porazil tým Helas Brno 2:1 na zápasy.

## Kluby podle krajů
- Praha (2): FC Benago Praha, FK Viktoria Žižkov
- Středočeský (2): FC Total Slavík Bakov nad Jizerou, RSC Čechie Slaný
- Liberecký (1): SK Alfa Liberec
- Pardubický (3): FK ERA-PACK Chrudim, FC Torf Pardubice, 1. FC Nejzbach Vysoké Mýto
- Jihomoravský (1): Helas Brno
- Moravskoslezský (3): Megas Frenštát pod Radhoštěm, SK Cigi Caga Jistebník, FC Mikeska Ostrava

## Základní část
| Poř. | Tým                               | Z  | V  | R | P  | VG  | OG  | B  |
| ---- | --------------------------------- | -- | -- | - | -- | --- | --- | -- |
| 1.   | 1. FC Nejzbach Vysoké Mýto        | 22 | 12 | 7 | 3  | 115 | 67  | 43 |
| 2.   | Helas Brno                        | 22 | 13 | 4 | 5  | 108 | 90  | 43 |
| 3.   | SK Cigi Caga Jistebník            | 22 | 12 | 3 | 7  | 101 | 70  | 39 |
| 4.   | FK Viktoria Žižkov                | 22 | 11 | 4 | 7  | 102 | 76  | 37 |
| 5.   | FK ERA-PACK Chrudim               | 22 | 10 | 7 | 5  | 81  | 65  | 37 |
| 6.   | FC Total Slavík Bakov nad Jizerou | 22 | 11 | 1 | 10 | 90  | 97  | 34 |
| 7.   | FC Mikeska Ostrava                | 22 | 9  | 5 | 8  | 81  | 87  | 32 |
| 8.   | FC Torf Pardubice                 | 22 | 10 | 2 | 10 | 90  | 89  | 32 |
| 9.   | Megas Frenštát pod Radhoštěm      | 22 | 7  | 4 | 11 | 84  | 78  | 25 |
| 10.  | FC Benago Praha                   | 22 | 7  | 2 | 13 | 72  | 91  | 23 |
| 11.  | SK Alfa Liberec                   | 22 | 5  | 1 | 16 | 82  | 136 | 16 |
| 12.  | RSC Čechie Slaný                  | 22 | 4  | 2 | 16 | 82  | 142 | 14 |

Poznámky
- Z = Odehrané zápasy; V = Vítězství; R = Remízy; P = Prohry; VG = Vstřelené góly; OG = Obdržené góly; B = Body

|  | Postup do vyřazovací části soutěže       |
|  | Klub po ukončení vyřazovací části zanikl |
|  | Sestup do příslušné skupiny 2. ligy      |

## Vyřazovací část

### Čtvrtfinále
| Tým A                      | Výsledek série | Tým B                             | Výsledky jednotlivých zápasů |
| -------------------------- | -------------- | --------------------------------- | ---------------------------- |
| 1. FC Nejzbach Vysoké Mýto | 2:0            | FC Torf Pardubice                 | 5:0, 9:4                     |
| Helas Brno                 | 2:0            | FC Mikeska Ostrava                | 4:1, 4:2pp                   |
| SK Cigi Caga Jistebník     | 2:0            | FC Total Slavík Bakov nad Jizerou | 4:2, 4:2                     |
| FK Viktoria Žižkov         | 0:2            | FK ERA-PACK Chrudim               | 2:6pp, 1:3                   |

### Semifinále
| Tým A                      | Výsledek série | Tým B                  | Výsledky jednotlivých zápasů |
| -------------------------- | -------------- | ---------------------- | ---------------------------- |
| 1. FC Nejzbach Vysoké Mýto | 0:2            | FK ERA-PACK Chrudim    | 4:6pp, 3:7                   |
| Helas Brno                 | 2:0            | SK Cigi Caga Jistebník | 5:3, 7:5                     |

### Finále
| Tým A      | Výsledek série | Tým B               | Výsledky jednotlivých zápasů |
| ---------- | -------------- | ------------------- | ---------------------------- |
| Helas Brno | 1:2            | FK ERA-PACK Chrudim | 3:1pp, 2:6, 2:5              |

## Vítěz
| 1. celostátní liga 2004/05 FK ERA-PACK Chrudim (2. titul) |